# Печорска низина
Печо̀рската низина (на руски: Печорская низменность) е обширна низина в крайната североизточна част на Източноевропейската равнина, в басейна на река Печора, простираща се между Тиманското възвишение на запад и югозапад, планината Урал на изток и североизток и бреговете на Баренцово море на север, разположена в пределите на Република Коми и Ненецки автономен окръг на Архангелска област в Русия.
Плоските равнинни и силно заблатени участъци са изградени от флувиоглациални пясъци и езерни глини, се редуват с хълмисто-ридови участъци изградени от морени и пясъчно-чакълести наслаги. Изпъстрена е с хиляди езера. Покрай брега на Беренцово море в полоса широка до 30 km са развити морски тераси. Основната река в низината е Печора, която заедно със своите многобройни притоци я отводнява. На север е развита тундровата растителност: Болшеземелска тундра, Малоземелска тундра, Тиманска тундра, на юг е обрасла от иглолистни гори, а по вододелите има множество блата.

## Национален атлас на Русия
- Северната част на Европейска Русия[2]